# Trường Phổ thông Lakes (Queensland)
Trường Phổ thông Lakes (TLC) tọa lac trên một vùng rộng 15ha tại North Lakes, tiểu bang Queensland, Úc.

## Lịch sử
Trường Lakes được thành lập năm 2005 cho học sinh từ mẫu giáo đến Lớp 10, và sẽ được mở thêm đến lớp 12 vào năm 2013. Khởi đầu trường được thành lập do sự hợp tác giữa Anh giáo và Giáo hội Liên kết Úc.
Trước năm 2008, trường được điều hành bởi công ty trách nhiệm hữu hạn EDUCANG, giống như trường Forest Lake, trường Mary McConnel, Trung tâm Quốc tế FLC, và Trường Springfield.
Sau năm 2008, toàn bộ quyền điều hành trường được giao cho Giáo hội Liên kết Úc.

## Chương trình giảng dạy
Chương trình giảng dạy trường Lakes bao gồm đào tạo từng học sinh về các lĩnh vực học thuật, văn hóa, xã hội, tinh thần và thể chất.

## Tiếng Quan Thoại
Tiếng phổ thông Trung Quốc là ngôn ngữ chính thức của trường ngoài tiếng Anh (LOTE), nó được giảng dạy trong tất cả các lớp học từ mẫu giáo trở lên. Ở cấp 3, nó là một môn học tự chọn.

## Âm nhạc
Tất cả các học sinh trường Lakes từ mẫu giáo trở lên đều được học chơi một nhạc cụ cho dàn nhạc âm nhạc. Môn âm nhạc giúp các em tự khép mình vào kỷ luật và nâng cao trình độ thưởng thức âm nhạc.

## Thể thao
Trường Lakes là một hội viên của nhóm thể thao liên trường (TAS). Chương trình thể thao tập trung vào môn cricket, bóng đá và bóng lưới. Sau này khi trường phát triển thêm thì các môn thể thao khác sẽ được mở thêm.
Trường tham gia vào trận đấu sáng thứ Bảy trong môn bóng đá, bóng lưới và cricket.